# Shun Kumagai
Shun Kumagai (熊谷 駿 Kumagai Shun?), född 7 augusti 1996 i Miyagi prefektur, är en japansk fotbollsspelare.
Kumagai började sin karriär 2015 i Ventforet Kofu. Han spelade 7 ligamatcher för klubben.